# Copaxa carina
Copaxa carina är en fjärilsart som beskrevs av Jordan 1911. Copaxa carina ingår i släktet Copaxa och familjen påfågelsspinnare. Inga underarter finns listade i Catalogue of Life.